# Dacia (regione storica)
La Dacia era, secondo la nomenclatura geografica dell'età antica, la terra dei Geti e dei Daci (chiamati anche Dai in un'epoca più remota). Corrispondeva a un'ampia regione dell'Europa centrale, delimitata a nord dai monti Carpazi, a sud dal Danubio, ad ovest dal Tibisco (oggi Ungheria) e ad est dal Nistro (oggi Moldavia e Ucraina). 
Pur nella variabilità dei suoi confini, corrispondeva quindi grossomodo all'odierna Romania. La capitale (o il centro principale) della Dacia era, dal I secolo a.C., Sarmizegetusa Regia, sostituita dalla vicina Ulpia Traiana Sarmizegetusa con la conquista romana.
Dopo la cessazione della dominazione romana sulla regione e, ancor più, dopo la caduta della parte occidentale dell'impero romano, la denominazione di "Dacia" cadde progressivamente in disuso, lasciando il posto, nelle cronache storiche, a quelle corrispondenti a vari territori compresi tra Romania e Moldavia: Transilvania, Valacchia, Banato, Bucovina e Bessarabia.

## Territorio
Nelle diverse fasi storiche il territorio chiamato Dacia ha avuto confini differenti, rimanendo comunque centrato sui territori a est e a nord del medio e basso corso del Danubio, includendo così i monti Carpazi.
Inizialmente il regno di Dacia di Burebista si estendeva dal fiume Bug Meridionale fino al medio corso del Danubio (spingendosi fino al territorio dell'attuale Slovacchia), e dai monti Balcani fino alla Transcarpazia. Successivamente, la provincia romana della Dacia Traiana, istituita in seguito alle guerre tra Romani e Daci avvenute tra il 101 e il 106, comprese le regioni oggi note come Banato, Oltenia e Transilvania. Infine, con la provincia romana di Dacia Aureliana, il territorio con questo nome risultava spostato verso sud fino a inglobare l'ex provincia di Mesia Superiore, a causa dell'abbandono della Dacia Traiana per le invasioni dei Goti e dei Carpi nel 271.
Verso ovest, potrebbe originariamente essere stato esteso per tutto il corso del Danubio fino a Vác. Giulio Cesare, nel suo De bello Gallico, parla della "foresta di Hercynia" estesa lungo il Danubio fino al territorio dei Daci. Tolomeo pone il confine orientale della Dacia Traiana più avanti, fino allo Hierasus (fiume Siret, in Romania).

### Città
Accanto alla capitale Sarmizegetusa Regia, le principali città dei Daci (il cui nome contiene sempre la radice daca dava/daua/deva/deba/daba) furono: Acidava, Argedava, Burridava, Dokidava, Carsidava, Clepidava, Cumidava, Marcodava, Netindava, Patridava, Pelendava, Perburidava, Petrodaua, Piroboridaua, Rhamidaua, Rusidava, Sacidava, Sangidava, Setidava, Singidava, Tamasidava, Utidava, Zargidava, Ziridava e Sucidava.

## Popolazioni
In Dacia coabitarono e si succedettero diverse popolazioni, per lo più di ceppo indoeuropeo.

### Prima della conquista romana
Le fonti storiche più antiche, greche, ricordano i Geti stanziati nelle aree meridionali e occidentali della Dacia (corrispondenti alle odierne regioni della Valacchia e della Dobrugia); più a nord e a ovest, nelle odierne Transilvania e Banato, erano stanziati i Daci che avrebbero dato il nome alla regione. I due popoli, più avanti confusi dalle stesse fonti greche e poi latine, appartenevano probabilmente alla stessa famiglia linguistica daca (forse un sottoinsieme di quella tracica), ma l'esiguità delle testimonianze rende incerta ogni determinazione.
Le fonti classiche ricordano anche gli Iazigi, popolo sarmatico stanziato in Oltenia, e, a nord dei Carpazi, i Costoboci, gruppo appartenente alla stirpe germanica dei Bastarni, più o meno mescolata a elementi daci.

### Durante la dominazione romana

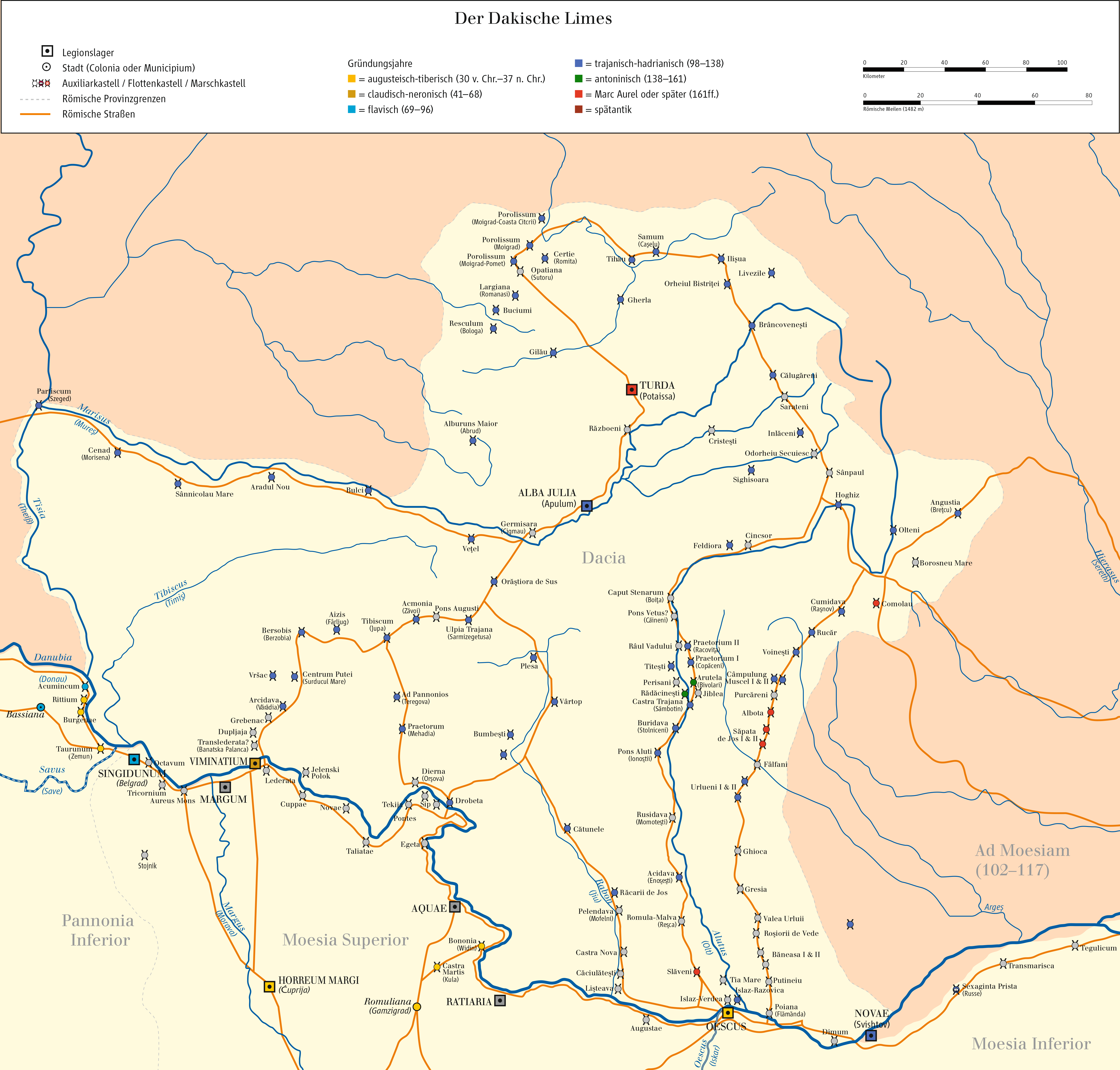
Il Limes della Dacia romana dopo la conquista di Traiano.

Nel periodo durante il quale la Dacia fu una provincia romana (107-271), all'interno del suo territorio si contavano ancora i Daci liberi del Banato e della bassa valle del Tibisco (che forse avevano assorbito i Geti: le fonti utilizzano indifferentemente le due denominazioni) e gli Iazigi del medio corso del Tibisco, oltre ai Buri, germani, ad ovest della Dacia Porolissenis, ai Roxolani (Sarmati) a nord della Dobrogea, ai Carpi e ad altri gruppi bastarni ad est.
I Costoboci stanziati a nord-est dei Carpazi furono rimpiazzati attorno al 170 dai Vandali, popolazione germanica protagonista di un vasto processo migratorio che, partendo dalle sponde del Mar Baltico, li avrebbe portati prima in Dacia, poi nella Penisola Iberica e infine in Nordafrica.
Secondo Claudio Tolomeo, attorno alla metà del II secolo, erano presenti numerose popolazioni nell'antica Dacia di diversa stirpe: nella parte settentrionale i popoli degli Anartii (di origine mista tra Celti e Germani), dei Taurisci (migrati probabilmente dopo le guerre contro Burebista e celtica), oltre a Costoboci (di origine incerta, probabilmente mista tra Germani e Daci) ed a Bastarni (di origine mista tra Sarmati e Germani); più a sud i Predasensi, Ratacensi e Caucensi; poi i Biefi, i Buri (di origine germanica) ed i Cotini (di origine celtica); più sotto gli Albocensi, i Potulatensi ed i Sensi; al sud i Saldensi, i Ciaginsi ed i Piefigi. A tutti questi andrebbero aggiunti, infine, gli Appuli (della zona di Apulum), i Trixae ed i Crobydae.

### Dopo il ritiro di Roma
Nel territorio della Dacia, durante il periodo delle Invasioni barbariche, si stanziarono in successione numerose popolazioni germaniche e sarmate provenienti da nord; tra queste, le tre principali popolazioni della grande famiglia gotica (Ostrogoti, Visigoti e Gepidi) e gli Alani. Come per i Vandali, nessuna di queste popolazioni si stanziò definitivamente in Dacia, ma la loro permanenza fu soltanto provvisoria, tappa di ulteriori spostamenti. A partire dal VI secolo ebbero inizio infiltrazioni più o meno massicce di elementi slavi e, più tardi, magiari.

## Storia
Dopo essersi scontrati prima con i Macedoni (IV secolo a.C.) e poi con i Traci (III secolo a.C.), nel I secolo a.C. i Daci riuscirono, sotto re Burebista, a dar vita a uno stabile regno autonomo. Alla morte del grande sovrano, tuttavia, il suo regno si dissolse, lasciando spazio a una spartizione del regno geto-dace tra un gruppo di quattro – o forse cinque – evanescenti epigoni: Coson (Koson), Cotisone e Comosicus, si insediarono nella parte sud-occidentale del regno, mentre la parte sud-orientale spettò a un certo Dicomes.
Ne seguì una situazione di fluidità, con numerosi scontri con l'Impero romano che nel frattempo era giunto ai confini meridionali della Dacia.
Nel 101 Traiano avviò la campagna di conquista dell'area, conclusa nel 106 con la morte di re Decebalo e l'istituzione di una nuova provincia romana. Il dominio romano ebbe termine nel III secolo, quando il Limes romano fu riportato al Danubio.
Invasa in seguito da Goti, Unni, Gepidi, Avari, Slavi e altre popolazioni nomadi, con il passaggio dall'Antichità al Medioevo la Dacia cessò di essere intesa come una regione unitaria.

### Fonti primarie
- Augusto, Res gestae divi Augusti, 30.
- Dione, Storia romana, LIV-LV.
- Erodoto, Storie, IV, 93-94.
- Giordane, De origine actibusque Getarum.
- Strabone, Geografia, VII.

### Fonti moderne
- AAVV, I Daci: mostra della civiltà daco-getica in epoca classica, Roma dicembre 1979-gennaio 1980.
- AAVV, Dacia - Revue d'archéologie et d'histoire ancienne (1957-1961)
- AAVV, La Dacia pre-romana e romana, i rapporti con l'Impero, Vol. 52, Atti dei convegni dell'Accademia Nazionale dei Lincei, 1982.
- (a cura di) Grigore Arbore Popescu, I Daci, Electa, Milano, 1997
- (a cura di) Grigore Arbore Popescu, Traiano: ai confini dell'Impero, Electa, Milano, 1998.
- Emile Condurachi e Constantin Daicoviciu, Archeologia Mundi: Romania, Roma 1975.
- András Mócsy, Pannonia and Upper Moesia, Londra 1974. ISBN 0-415-13814-0
- Heinz Siegert, I Traci, Milano 1986.
- Francísco Villar, Gli Indoeuropei e le origini dell'Europa, Il Mulino, Bologna 1997. ISBN 88-15-05708-0
- Ioana A.Oltean, Dacia, landscape, colonisation, romanisation, New York 2007.

### Popolazioni daco-traciche
- Geti
- Daci
- Traci

### Popolazionigermaniche
- Bastarni
- Goti
- Vandali

### Popolazionisarmatiche
- Roxolani
- Iazigi
- Alani